# 하동경찰서
하동경찰서(河東警察署, Hadong Police Station)는 경상남도경찰청이 관할하는 경찰서 중 하나이다. 경상남도 하동군 일대를 관할한다. 경상남도 하동군 하동읍 경서대로 139에 위치하고 있다.
서장은 총경으로 보한다.

## 기본 정보
- 주소: 경상남도 하동군 하동읍 경서대로 139
- 우편번호: 667-804

## 관할 파출소 및 지구대
하동경찰서는 8개의 파출소를 산하에 두고 있다.
| 명칭       | 사진 | 주소                  | 관할구역       | 치안센터     |
| ---------- | ---- | --------------------- | -------------- | ------------ |
| 읍내파출소 |      | 하동읍 중앙로 36      | 하동읍, 적량면 | 적량치안센터 |
| 진교파출소 |      | 진교면 미다리안길 114 | 진교면, 양보면 | 양보치안센터 |
| 화개파출소 |      | 화개면 쌍계로 8       | 화개면         |              |
| 악양파출소 |      | 악양면 악양서로 343   | 악양면         |              |
| 횡천파출소 |      | 횡천면 경서대로 1207  | 횡천면, 청암면 | 청암치안센터 |
| 옥종파출소 |      | 옥종면 은행나무길 78  | 옥종면, 북천면 | 북천치안센터 |
| 금남파출소 |      | 금남면 재먼당길 99    | 금남면         |              |
| 금성파출소 |      | 금성면 금성중앙길 2   | 금성면, 고전면 | 고전치안센터 |